# Convoy Busters
Convoy Busters (Originaltitel: Un poliziotto scomodo) ist ein 1978 produzierter italienischer Kriminalfilm, den Stelvio Massi mit Maurizio Merli in der Hauptrolle verfilmte. In Deutschland wurde der Film direkt auf Video veröffentlicht.

## Handlung
Kommissar Olmi ist in Rom für seine drastischen Methoden und seine Unbestechlichkeit bekannt. Bei der Untersuchung des Todes der jungen Leute Maria und Augusto stößt er auf Loredana, die er zu einer Aussage zwingt. Dabei stellt sich heraus, dass sie die Fehltritte ihres Sohnes Marcello deckt. Darin verwickelt ist auch Degan, Vorsitzender der Dogana di Fiumicino, der sein Geld auch mit illegalem Diamantenhandel verdient. Aus Mangel an Beweisen muss Olmi seine Ermittlungen abbrechen. Die Verbrecher müssen jedoch – ein Mordanschlag auf Olmi ist misslungen – ihre Tätigkeiten ins Ausland verlagern.
Etwas später untersucht Olmi die Spuren eines Waffenhändlerrings, die von einer Transportfirma aus operieren. Empfindlich in ihrem verbrecherischen Tun gestört, nehmen die Gangster Olmis Geliebte Anna, eine Lehrerin, und einige Schüler als Geiseln. Im Alleingang und gegen alle Vorschriften dringt Olmi ins Gebäude ein, tötet alle Gangster und befreit die Geiseln.

## Kritik
Das Lexikon des internationalen Films nannte den Film „gewaltverherrlichend“ und fand ihn „dilettantisch“ inszeniert und gespielt. In dem Nachschlagewerk für den italienischen Polizeifilm Der Terror führt Regie wurde der Film als „sorgsam inszeniert“ und als unterhaltsamer überdurchschnittlicher Film gelobt. Allerdings sei der Film haarscharf an der Grenze zur Satire inszeniert.
Die italienische Kritik fiel deutlich positiver aus: Segnalazioni Cinematografiche bemängelten die deutliche Zweiteilung der Handlungsführung, lobten aber die dynamische Regie und die ansprechenden Darstellerleistungen, und V. Spiga schrieb sogar, in Stelvio Massi habe sich jemand gefunden, der das Krimigenre erneuere, indem er stilistische Anleihen beim italienischen Western nehme und sie mit deren Gewalt und Typologie sowie aus amerikanischen Filmen entlehnte schnelle Schnittrhythmus und die Schauwerte anreichere. Er kam zum Schluss: Der beste Film von Massi.